# Délégations parlementaires de la Vallée d'Aoste
Voici un tableau des délégations parlementaires de la Vallée d'Aoste à la Chambre des députés et au Sénat.
| Députés                                      | Législature                        | Sénateurs                            |
| -------------------------------------------- | ---------------------------------- | ------------------------------------ |
| Jules Bordon (Indép. PSI)                    | Assemblée constituante (1946–1948) |                                      |
| Paul-Alphonse Farinet (DC)                   | Ier législature (1948–1953)        | Ernest Page (DC)                     |
| Paul-Alphonse Farinet (DC)                   | IIe législature (1953–1958)        | Ernest Page (DC)                     |
| Séverin Caveri (UV)                          | IIIe législature (1958–1963)       | René Chabod (Indép. PCI)             |
| Conrad Gex (UV)                              | IVe législature (1963–1968)        | René Chabod (Indép. PCI)             |
| Germain Olietti (DC)                         | Ve législature (1968–1972)         | Aimé Berthet (DC)                    |
| Emilio Chanoux (UVP)                         | VIe législature (1972–1976)        | Joseph Filliétroz (UVP)              |
| Ruggero Millet (Indép. PCI)                  | VIIe législature (1976–1979)       | Pierre Fosson (UV)                   |
| César Dujany (DP)                            | VIIIe législature (1979–1983)      | Pierre Fosson (UV)                   |
| César Dujany (DP)                            | IXe législature (1983–1987)        | Pierre Fosson (UV)                   |
| Lucien Caveri (UV)                           | Xe législature (1987–1992)         | César Dujany (DP)                    |
| Lucien Caveri (UV)                           | XIe législature (1992–1994)        | César Dujany (PVdA)                  |
| Lucien Caveri (UV)                           | XIIe législature (1994–1996)       | César Dujany (PVdA)                  |
| Lucien Caveri (UV)                           | XIIIe législature (1996–2001)      | Guido Dondeynaz (UV)                 |
| Ivo Collé (SA)                               | XIVe législature (2001–2006)       | Auguste Rollandin (UV)               |
| Robert Nicco (Indep. DS - Gauche valdôtaine) | XVe législature (2006–2008)        | Charles Perrin (Renouveau valdôtain) |
| Robert Nicco (Indep. DS - Gauche valdôtaine) | XVIe législature (2008–2013)       | Antoine Fosson (UV)                  |
| Rudi Marguerettaz (SA)                       | XVIIe législature (2013–...)       | Albert Lanièce (UV)                  |

Source : Histoire de la Vallée d'Aoste

## Sources
- (it) Cet article est partiellement ou en totalité issu de l’article de Wikipédia en italien intitulé « Delegazioni parlamentari della Valle d'Aosta » (voir la liste des auteurs).